# Matthias Strauss
Matthias Strauss (Francoforte sul Meno, 24 maggio 1956) è un ex cestista tedesco.

## Carriera
Con la Germania Ovest ha disputato due edizioni dei Campionati europei (1981, 1983).

## Palmarès
- Campionato tedesco: 1

MTV Gießen: 1977-78
- Coppa di Germania: 1

MTV Gießen: 1979